# Sai manhwa
 (mai 2025).
Motif : Où sont les sources permettant de démontrer l'admissibilité de cette maison d'édition sur Wikipédia ?
- Archive Wikiwix
- Bing
- Cairn
- DuckDuckGo
- E. Universalis
- Gallica
- Google
- G. Books
- G. News
- G. Scholar
- Persée
- Qwant
- (zh) Baidu
- (ru) Yandex
- (wd) trouver des œuvres sur Wikidata

| 1. | Préciser le motif de la pose du bandeau. | Précisez le motif de la pose du bandeau en utilisant la syntaxe suivante : {{admissibilité à vérifier\|date=mai 2025\|motif=remplacez ce texte par le motif}}                   |
| 2. | Informer les utilisateurs concernés.     | Pensez à avertir le créateur de l'article, par exemple, en insérant le code ci-dessous sur sa page de discussion : {{subst:avertissement admissibilité à vérifier\|Sai manhwa}} |

Sai manhwa (새만화책, prononcer sè man-houa tchèc) est une maison d'édition de manhwa (bande dessinée coréenne), connue également sous le nom de Sai Comics (manhwa étant synonyme de comics en coréen).
Cette maison se singularise en tentant de promouvoir des artistes originaux, dans un pays où le style manga occupe 70 % de la production de bande dessinée.
Elle traduit et édite aussi des bandes dessinées françaises, par exemple certaines production de L'Association, comme Persepolis de Marjane Satrapi.

## Quelques auteurs
- Ancco
- Kim Dae-joong (auteur et éditeur).